# دسامبر ۲۰۱۲
دسامبر ۲۰۱۲، یکی از ماه‌های ۲۰۱۲ (میلادی) است.
آغاز آن، روز شنبه برابر با ۱۱ آذر ۱۳۹۱ خورشیدی.

مطابق با ۱۷ محرم ۱۴۳۴ قمری می‌باشد.

## ۱ دسامبر۲۰۱۲
- آمریکا خواستار گفتگوی مستقیم با ایران شد

## ۲ دسامبر۲۰۱۲
- احسان نراقی درگذشت

## ۴ دسامبر۲۰۱۲
- ادعای شکار دوباره پهپاد آمریکایی توسط ایران و تکذیب خبر توسط نیروی دریایی ایالات متحده آمریکا

## ۵ دسامبر۲۰۱۲
- به گزارش خبرگزاری‌ها، شامگاه امشب مقارن ساعت ۲۰:۳۸ زمین‌لرزه‌ای به بزرگی ۵٫۵ ریشتر حوالی زهان در استان خراسان جنوبی را لرزاند. آمار تلفات اولیه این زمین‌لرزه ۵ کشته و ۱۲ مجروح اعلام شده‌است. ویکی‌خبر

## پیوندهای روزانه
- درگاه: وقایع کنونی/وقایع ۱ دسامبر ۲۰۱۲
- درگاه: وقایع کنونی/وقایع ۲ دسامبر ۲۰۱۲
- درگاه: وقایع کنونی/وقایع ۴ دسامبر ۲۰۱۲
- درگاه: وقایع کنونی/وقایع ۵ دسامبر ۲۰۱۲
- درگاه: وقایع کنونی/وقایع ۲۷ دسامبر ۲۰۱۲